# In capo al mondo (album)
In capo al mondo è un disco del gruppo musicale italiano degli Ex-Otago, pubblicato nel 2014 tramite crowdfunding e distribuito dalla Audioglobe.
L'album è stato prodotto tramite crowd funding sul sito di MusicRaiser.
Il primo singolo pubblicato è Foglie al vento che viene pubblicato il 25 febbraio 2014.

## Tracce
1. Amico bianco
2. L'appuntamento
3. L'età della spesa
4. Nuovo mondo
5. Foglie al vento
6. Chi la dura l'avventura
7. La ballata di Mentino
8. Giovane estate
9. Gian Antonio
10. Il ballo di Nicola
11. La Tramontana
12. Le cose da fare [+ ghost track]

## Musicisti
- Maurizio Carucci - voce
- Simone Bertuccini - chitarra acustica, chitarra classica, cori
- Francesco Bacci - chitarra elettrica, charango, armonium, cori
- Olmo Martellacci - tastiera, basso, sassofono, flauto traverso, cori
- Gabriele Floris - batteria, percussioni